# دی پل
دی پل (به هلندی: De Pol) یک منطقهٔ مسکونی در هلند است که در نوردن‌فلد واقع شده‌است.